# Squla
Squla is een online platform voor kinderen op basis- en middelbare school. Het biedt educatieve spellen, quizzen en activiteiten die verschillende onderwerpen bestrijken, zoals wiskunde, taal, wetenschap, geschiedenis en aardrijkskunde. De inhoud is afgestemd op schoolcurricula. Ouders en leraren kunnen de voortgang van hun kinderen of studenten volgen via het platform.
Het platform is gratis beschikbaar op scholen, voor thuisgebruik moet worden betaald. Squla wordt aangeboden in Nederland en Polen.

## Geschiedenis
Het bedrijf werd in 2010 opgericht door André Haardt. In 2013 nam RTL Ventures er een belang van ruim 20% in. Er waren op dat moment ruim 33.000 gebruikers. Toen Squla in 2018 werd verkocht aan Levine Leichtman Capital Partners, deed RTL Ventures afstand van haar belang dat toen 37% groot was.
Tijdens de schoolsluiting in maart 2020 vanwege de coronapandemie werden scholieren in de gelegenheid gesteld thuis zonder kosten het programma te gebruiken. Hierdoor steeg het bezoekersaantal van 60.000 naar 240.000 per dag en ontstonden er serverproblemen.